# طنجه
طَنجه (به عربی: طنجة؛ به آمازیغی: ⵟⴰⵏⵊⴰ) سومین شهر مهم مراکش و شهری است در نزدیکی جبل‌الطارق بین دریای مدیترانه و اقیانوس اطلس در مراکش با جمعیت ۹۴۷٬۹۵۲ در سال ۲۰۱۴ میلادی. طَنجه تاریخی بسیار غنی دارد زیرا از سده پنجم میلادی تا کنون تمدن‌های متعددی در آن حضور داشته‌اند. در ۱۹۲۳ قدرت‌های استعماری، طنجه را شهری بین‌المللی به‌شمار آوردند و این شهر در آن زمان مقصد بسیاری از دیپلمات‌ها، جاسوسان، نویسندگان، و بازرگانان اروپایی و آمریکایی شد. این شهر در نقطه‌ای قرار گرفته که آفریقا را به اروپا متصل می‌کند و زمانی مخفیگاهی مناسب برای جاسوسان بین‌المللی محسوب می‌شد که با آمیختن در میان هنرمندان خود را استتار می‌کردند. در دهه ۱۹۵۰ این شهر پناهگاهی برای بسیاری از فرهنگ‌ها بود.

## تاریخچه
طَنجه امروزی یکی از شهرهای کهن فنیقی است که در آغاز سدهٔ ۵ پ. م. توسط کوچ‌نشین‌های کارتاژی بنا شد. نام این شهر احتمالاً از نام الهه تینجیس از الهه‌های قوم آمازیغ (بـِربـِر) گرفته شده و شهر طنجه برای این قوم همچنان مکان مهمی است.
اسطوره‌های بربر این شهر را ساختهٔ دست سوفاکس، پسر تینجیس (زن قهرمان بربر، آنتایوس) می‌نامند.
غار هرکول که در چند کیلومتری شهر قرار دارد از جاذبه‌های گردشگری است.
ابن حوقل می‌گوید: طنجه شهری است باستانی، چاه‌های آب آن روی پوشیده نیست، بنای این شهر تمامی از سنگ است و قائم بر دریا، و در این تاریخ شهر معمور طنجة بمسافت میلی بر کنار دریا واقع است و بارو ندارد، و موقع شهر در پشت کوه و آب آن از کاریزی روان است که اهالی آنجا از سرچشمهٔ آن بیخبرند. شهری است پرنعمت و بین طنجه و سبته یک روز مسافت است، ولی عمل طنجه و حومه و اطراف آن مسافت یک ماه راه است. شهر طنجه پایان حدود افریقیه است و فاصلهٔ بین طنجه و قیروان دوهزار میل باشد. (معجم البلدان). مملکتی بزرگ است از اقلیم دوم و سیُم و دارالملکش شهر طنجه که نواحی و مواضع و قصبات بسیار و توابع دارد.
رودکی می‌گوید:
انده دهساله را بطنجه رماند
شادی نو را ز ری بیارد و عمان.

## دانستنی‌ها
- طنجه یکی از لوکیشن‌های فیلم اولتیماتوم بورن می‌باشد.
- قصر زیبایی در این شهر متعلق به ایو سن لورن طراح نامی فرانسوی و شریک او پیر برژ است و زمانی به یکی از شاهزادگان کویت تعلق داشت. این قصر با باغ‌ها و مناظر فرح انگیزش به «منزل بخت» شهرت یافته است و از زمان درگذشت ایو سن لوران در سال ۲۰۰۸ در معرض فروش قرار گرفته است. اما هنوز خریداری برای این منزل ۱۶ میلیون دلاری پیدا نشده است.[۱]

- اين شهر محل تولد ابن بطوطه يكي از بزرگترين سياحان تاريخ مي باشد.